# الدوري النمساوي لكرة السلة
الدوري النمساوي لكرة السلة (بالإنجليزية: Österreichische Basketball Bundesliga)‏ هو دوري كرة سلة احترافي في النمسا تأسس في سنة 1947. تلعب فيه 9 فرق منها كلوسترنبيرغ دوكز.

## وصلات خارجية
- الموقع الرسمي